# ثورة مارس (الإكوادور)

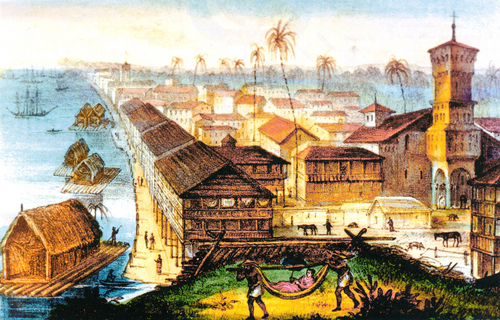

بدأت ثورة مارس (بالإسبانية: Revolución marcista أو Revolución de Marzo) أو ثورة الخمسة والأربعون (بالإسبانية: Revolución de 1845) في 6 مارس 1845، عندما ثار شعب غواياكيل بقيادة الجنرال أنطونيو إليزالدي والملازم أول فرناندو أيارزا ضد الحكومة. أخذ الناس ثكنات المدفعية في غواياكيل إلى جانب مؤيدين عسكريين ومدنيين آخرين بمن فيهم الحارس المناوب. استسلم فلوريس على مزرعته، لا آلفيرا قرب باباويو، ووافق على التفاوض - الذي كان يتعلق كذلك بمغادرته السلطة وإعلان بطلان كل ما قدمه من المراسيم والقوانين والتشريعيات، وإنهاء خمسة عشر عاما من الهيمنة الأجنبية في الإكوادور. تلقى فلوريس 20000 بيزو لممتلكاته وغادر البلاد على الفور إلى إسبانيا. لقد حُكمت البلاد بعد ذلك من الثلاثي المكون من خوسيه خواكين دي أولميدو، وفيسنتي رامون روكا، ودييغو نوبوا.